# 夏彭德冰川
76°52′S 160°56′E / 76.867°S 160.933°E
夏彭德冰川（英語：Sharpend Glacier），是南極洲的冰川，位於維多利亞地的斯科特海岸，處於康沃伊山脈的斯塔滕島高地，長2.4公里，現時由南極條約體系管理。